# Obszar ochrony ścisłej Karpaty
Karpaty – obszar ochrony ścisłej o powierzchni 31,39 ha w południowej części Kampinoskiego Parku Narodowego. Został utworzony w 1997 roku, leży ok. 1 km na południowy wschód od zabudowań przysiółka Zamczysko. Przez jego teren przebiegają Główny Szlak Puszczy Kampinoskiej (obszar znajduje się na 25 kilometrze jego trasy) i Południowy Szlak Krawędziowy, a także Kampinoski Szlak Rowerowy.
Obszar ochrony ścisłej obejmuje fragment większego kompleksu wydmowego z grzbietem na pograniczu bagien. Wśród drzew dominują dąb i sosna, rosną tu też m.in. rutewka mniejsza, rutewka orlikolistna, dzwonek brzoskwiniolistny, kłosownica pierzasta, ciemiężyk białokwiatowy.